# Лесовая Буда (Кормянский район)
Лесовая Буда (бел. Лесавая Буда) — деревня в Боровобудском сельсовете Кормянского района Гомельской области Беларуси.

## География

### Расположение
В 19 км на юго-запад от Кормы, в 91 км от Гомеля, в 46 км от железнодорожной станции Рогачёв (на линии Могилёв — Жлобин).

### Гидрография
На юге мелиоративные каналы, соединённые с рекой Чечора (приток реки Сож).

## Транспортная сеть
Рядом шоссе Довск — Гомель. Планировка состоит из 2 частей: северной (к широтной улицы с юга перпендикулярно присоединяется короткая, прямолинейная улица) и южной (к широтной короткой улицы присоединяются 2 переулка). Застройка двусторонняя, неплотная, деревянная, усадебного типа.

## История
Согласно письменным источникам известна с XVIII века как селение в Меркуловичском старостве Речицкого повета Минского воеводства Великого княжества Литовского. Согласно инвентаря 1720 года 1 дым.
После 1-го раздела Речи Посполитой (1772 год) в составе Российской империи. Проходил тракт Витебск — Гомель, имелась почтовая станция (5 коней). Согласно переписи 1897 года 2 фольварка. В 1907 году открыта школа, которая в начале 1920-х годов разместилась в национализированном здании. Почтовое отделение в 1907 году открыло приём телеграмм. В 1909 году 2 фольварка и почтовая станция, 1192 десятин земли, винокурня, в Меркуловичской волости Рогачёвского уезда Могилёвской губернии.
В 1930 году жители вступили в колхоз, работали ветряная мельница и кузница. Согласно переписи 1959 года в составе совхоза имени В. И. Чапаева (центр — деревня Боровая Буда), располагался клуб.
Ранее населённый пункт находился в составе Струкачёвского сельсовета.

## Население

### Численность
- 2004 год — 58 хозяйств, 104 жителя.

### Динамика
- 1720 год — 1 дым.
- 1897 год — в 2-х фольварках 4 двора, 36 жителей (согласно переписи).
- 1909 год — 3 хозяйства, 28 жителей.
- 1959 год — 366 жителей (согласно переписи).
- 2004 год — 58 хозяйств, 104 жителя.